# Arvydas Novikovas
Arvydas Novikovas (Vilnius, 18 dicembre 1990) è un calciatore lituano, attaccante del TransINVEST e della nazionale lituana.

## Caratteristiche tecniche
È un esterno offensivo.

## Carriera

### Club
Il 18 settembre 2008 viene tesserato dagli Hearts, nel campionato scozzese. Il 20 agosto 2009 esordisce nelle competizioni europee contro la Dinamo Zagabria (4-0 per i croati), incontro preliminare valido per l'accesso alla fase a gironi di UEFA Europa League, subentrando all'81' al posto di Suso Santana.
Non trovando spazio in rosa, il 31 gennaio 2011 si trasferisce in prestito al St. Johnstone. Il 22 giugno 2013 firma un triennale con l'Erzgebirge Aue, formazione impegnata nella seconda divisione tedesca. Il 24 luglio 2015 viene ingaggiato dal Bochum. Il 12 gennaio 2017 si trasferisce in Polonia, accordandosi con lo Jagiellonia.
Il 27 giugno 2019 firma un triennale con il Legia Varsavia. A fine stagione vince il campionato. Il 20 agosto 2020 viene ingaggiato dall'Erzurumspor FK, nel campionato turco. Termina la stagione con 4 reti e 5 assist in 31 incontri, che non bastano alla squadra per salvarsi. Nel 2022 viene tesserato dal Samsunspor. Il 24 gennaio 2023 si trasferisce in Israele, accordandosi con l'Hapoel Haifa.

### Nazionale
Nel 2007 esordisce con la nazionale Under-21 all'età di 16 anni. Esordisce in nazionale il 25 maggio 2010 contro l'Ucraina in amichevole. Esce al 58', venendo sostituito da Robertas Poškus. È stato eletto tre volte calciatore lituano dell'anno dalla LFF (2018, 2020, 2021).

## Statistiche

### Presenze e reti nei club
Statistiche aggiornate al 19 ottobre 2024.
| Stagione              | Squadra               | Campionato            | Campionato | Campionato | Coppe nazionali | Coppe nazionali | Coppe nazionali | Coppe continentali | Coppe continentali | Coppe continentali | Altre coppe | Altre coppe | Altre coppe | Totale | Totale |
| Stagione              | Squadra               | Comp                  | Pres       | Reti       | Comp            | Pres            | Reti            | Comp               | Pres               | Reti               | Comp        | Pres        | Reti        | Pres   | Reti   |
| --------------------- | --------------------- | --------------------- | ---------- | ---------- | --------------- | --------------- | --------------- | ------------------ | ------------------ | ------------------ | ----------- | ----------- | ----------- | ------ | ------ |
| 2007                  | Interas               | A                     | 12         | 0          | CL              | 0               | 0               | -                  | -                  | -                  | -           | -           | -           | 12     | 0      |
| 2008                  | Vilnius               | 1L                    | 18         | 0          | CL              | 0               | 0               | -                  | -                  | -                  | -           | -           | -           | 18     | 0      |
| 2008-2009             | Hearts                | PL                    | 1          | 0          | SC+CdL          | 0               | 0               | -                  | -                  | -                  | -           | -           | -           | 1      | 0      |
| 2009-2010             | Hearts                | PL                    | 13         | 0          | SC+CdL          | 0               | 0               | UEL                | 1                  | 0                  | -           | -           | -           | 14     | 0      |
| 2010-gen. 2011        | Hearts                | PL                    | 6          | 1          | SC+CdL          | 1+1             | 0+1             | -                  | -                  | -                  | -           | -           | -           | 8      | 2      |
| gen.-giu. 2011        | St. Johnstone         | PL                    | 6          | 0          | SC+CdL          | 0               | 0               | -                  | -                  | -                  | -           | -           | -           | 6      | 0      |
| 2011-2012             | Hearts                | PL                    | 15         | 2          | SC+CdL          | 1+1             | 0               | UEL                | 2                  | 0                  | -           | -           | -           | 19     | 2      |
| 2012-2013             | Hearts                | PL                    | 30         | 3          | SC+CdL          | 1+4             | 0               | UEL                | 2                  | 0                  | -           | -           | -           | 37     | 3      |
| Totale Hearts         | Totale Hearts         | Totale Hearts         | 65         | 6          |                 | 9               | 1               |                    | 5                  | 0                  |             | -           | -           | 79     | 7      |
| 2013-2014             | Erzgebirge Aue        | ZL                    | 20         | 3          | CG              | 1               | 0               | -                  | -                  | -                  | -           | -           | -           | 21     | 3      |
| 2014-2015             | Erzgebirge Aue        | ZL                    | 21         | 2          | CG              | 2               | 0               | -                  | -                  | -                  | -           | -           | -           | 23     | 2      |
| Totale Erzgebirge Aue | Totale Erzgebirge Aue | Totale Erzgebirge Aue | 41         | 5          |                 | 3               | 0               |                    | -                  | -                  |             | -           | -           | 44     | 5      |
| 2015-2016             | Bochum                | ZL                    | 15         | 0          | CG              | 0               | 0               | -                  | -                  | -                  | -           | -           | -           | 15     | 0      |
| 2016-gen. 2017        | Bochum                | ZL                    | 5          | 0          | CG              | 0               | 0               | -                  | -                  | -                  | -           | -           | -           | 5      | 0      |
| Totale Bochum         | Totale Bochum         | Totale Bochum         | 20         | 0          |                 | 0               | 0               |                    | -                  | -                  |             | -           | -           | 20     | 0      |
| gen.-giu. 2017        | Jagiellonia           | EK                    | 15         | 3          | CP              | -               | -               | -                  | -                  | -                  | -           | -           | -           | 15     | 3      |
| 2017-2018             | Jagiellonia           | EK                    | 34         | 9          | CP              | 1               | 1               | UEL                | 4                  | 0                  | -           | -           | -           | 39     | 10     |
| 2018-2019             | Jagiellonia           | EK                    | 31         | 9          | CP              | 5               | 0               | UEL                | 4                  | 0                  | -           | -           | -           | 40     | 9      |
| Totale Jagiellonia    | Totale Jagiellonia    | Totale Jagiellonia    | 80         | 21         |                 | 6               | 1               |                    | 8                  | 0                  |             | -           | -           | 94     | 22     |
| 2019-2020             | Legia Varsavia        | EK                    | 17         | 4          | CP              | 2               | 0               | UEL                | 5                  | 0                  | -           | -           | -           | 24     | 4      |
| 2020-2021             | Erzurumspor FK        | SL                    | 31         | 4          | TK              | 1               | 0               | -                  | -                  | -                  | -           | -           | -           | 32     | 4      |
| 2021-2022             | Erzurumspor FK        | 1L                    | 29+2       | 8+1        | TK              | 0               | 0               | -                  | -                  | -                  | -           | -           | -           | 31     | 9      |
| Totale Erzurum BB     | Totale Erzurum BB     | Totale Erzurum BB     | 60+2       | 12+1       |                 | 1               | 0               |                    | -                  | -                  |             | -           | -           | 63     | 13     |
| 2022-gen. 2023        | Samsunspor            | 1L                    | 7          | 0          | TK              | 1               | 0               | -                  | -                  | -                  | -           | -           | -           | 8      | 0      |
| gen.-giu. 2023        | Hapoel Haifa          | Lh                    | 4+2        | 0          | CI+CdL          | -               | -               | -                  | -                  | -                  | -           | -           | -           | 6      | 0      |
| 2023                  | Žalgiris              | A                     | 9          | 3          | CL              | -               | -               | UEL+UECL           | 2+2                | 0                  | SL          | -           | -           | 13     | 3      |
| feb.-giu. 2024        | Tuzlaspor             | 1L                    | 9          | 0          | TK              | -               | -               | -                  | -                  | -                  | -           | -           | -           | 9      | 0      |
| 2024                  | TransINVEST           | A                     | 3          | 0          | CL              | -               | -               | -                  | -                  | -                  | -           | -           | -           | 3      | 0      |
| Totale carriera       | Totale carriera       | Totale carriera       | 355        | 52         |                 | 22              | 2               |                    | 22                 | 0                  |             | -           | -           | 399    | 54     |

### Cronologia presenze e reti in nazionale
| Cronologia completa delle presenze e delle reti in nazionale ― Lituania | Cronologia completa delle presenze e delle reti in nazionale ― Lituania | Cronologia completa delle presenze e delle reti in nazionale ― Lituania | Cronologia completa delle presenze e delle reti in nazionale ― Lituania | Cronologia completa delle presenze e delle reti in nazionale ― Lituania | Cronologia completa delle presenze e delle reti in nazionale ― Lituania | Cronologia completa delle presenze e delle reti in nazionale ― Lituania | Cronologia completa delle presenze e delle reti in nazionale ― Lituania |
| Data                                                                    | Città                                                                   | In casa                                                                 | Risultato                                                               | Ospiti                                                                  | Competizione                                                            | Reti                                                                    | Note                                                                    |
| ----------------------------------------------------------------------- | ----------------------------------------------------------------------- | ----------------------------------------------------------------------- | ----------------------------------------------------------------------- | ----------------------------------------------------------------------- | ----------------------------------------------------------------------- | ----------------------------------------------------------------------- | ----------------------------------------------------------------------- |
| 25-5-2010                                                               | Metalist                                                                | Ucraina                                                                 | 4 – 0                                                                   | Lituania                                                                | Amichevole                                                              | -                                                                       | 58’                                                                     |
| 17-11-2010                                                              | Székesfehérvár                                                          | Ungheria                                                                | 2 – 0                                                                   | Lituania                                                                | Amichevole                                                              | -                                                                       | 82’                                                                     |
| 10-8-2011                                                               | Kaunas                                                                  | Lituania                                                                | 3 – 0                                                                   | Armenia                                                                 | Amichevole                                                              | -                                                                       | 56’                                                                     |
| 2-9-2011                                                                | Kaunas                                                                  | Lituania                                                                | 0 – 0                                                                   | Liechtenstein                                                           | Qual. Euro 2012                                                         | -                                                                       | 42’ 46’                                                                 |
| 6-9-2011                                                                | Glasgow                                                                 | Scozia                                                                  | 1 – 0                                                                   | Lituania                                                                | Qual. Euro 2012                                                         | -                                                                       | 46’                                                                     |
| 11-10-2011                                                              | Kaunas                                                                  | Lituania                                                                | 1 – 4                                                                   | Rep. Ceca                                                               | Qual. Euro 2012                                                         | -                                                                       | 46’                                                                     |
| 7-9-2012                                                                | Vilnius                                                                 | Lituania                                                                | 1 – 1                                                                   | Slovacchia                                                              | Qual. Mondiali 2014                                                     | -                                                                       | 58’                                                                     |
| 11-9-2012                                                               | Atene                                                                   | Grecia                                                                  | 2 – 0                                                                   | Lituania                                                                | Qual. Mondiali 2014                                                     | -                                                                       | 76’                                                                     |
| 12-10-2012                                                              | Vaduz                                                                   | Liechtenstein                                                           | 0 – 2                                                                   | Lituania                                                                | Qual. Mondiali 2014                                                     | -                                                                       |                                                                         |
| 16-10-2012                                                              | Zenica                                                                  | Bosnia ed Erzegovina                                                    | 3 – 0                                                                   | Lituania                                                                | Qual. Mondiali 2014                                                     | -                                                                       |                                                                         |
| 22-3-2013                                                               | Žilina                                                                  | Slovacchia                                                              | 1 – 1                                                                   | Lituania                                                                | Qual. Mondiali 2014                                                     | -                                                                       | 69’                                                                     |
| 26-3-2013                                                               | Tirana                                                                  | Albania                                                                 | 4 – 1                                                                   | Lituania                                                                | Amichevole                                                              | -                                                                       |                                                                         |
| 14-8-2013                                                               | Lussemburgo                                                             | Lussemburgo                                                             | 2 – 1                                                                   | Lituania                                                                | Amichevole                                                              | -                                                                       | 52’                                                                     |
| 6-9-2013                                                                | Riga                                                                    | Lettonia                                                                | 2 – 1                                                                   | Lituania                                                                | Qual. Mondiali 2014                                                     | -                                                                       | 50’                                                                     |
| 5-3-2014                                                                | Aksu                                                                    | Kazakistan                                                              | 1 – 1                                                                   | Lituania                                                                | Amichevole                                                              | -                                                                       |                                                                         |
| 29-5-2014                                                               | Ventspils                                                               | Finlandia                                                               | 0 – 1                                                                   | Lituania                                                                | Coppa del Baltico 2014                                                  | 1                                                                       |                                                                         |
| 31-5-2014                                                               | Liepāja                                                                 | Lettonia                                                                | 1 – 0                                                                   | Lituania                                                                | Coppa del Baltico 2014                                                  | -                                                                       |                                                                         |
| 3-9-2014                                                                | Linz                                                                    | Emirati Arabi Uniti                                                     | 1 – 1                                                                   | Lituania                                                                | Amichevole                                                              | -                                                                       | 46’                                                                     |
| 8-9-2014                                                                | Serravalle                                                              | San Marino                                                              | 0 – 2                                                                   | Lituania                                                                | Qual. Euro 2016                                                         | 1                                                                       |                                                                         |
| 9-10-2014                                                               | Vilnius                                                                 | Lituania                                                                | 1 – 0                                                                   | Estonia                                                                 | Qual. Euro 2016                                                         | -                                                                       |                                                                         |
| 12-10-2014                                                              | Vilnius                                                                 | Lituania                                                                | 0 – 2                                                                   | Slovenia                                                                | Qual. Euro 2016                                                         | -                                                                       |                                                                         |
| 15-11-2014                                                              | San Gallo                                                               | Svizzera                                                                | 4 – 0                                                                   | Lituania                                                                | Qual. Euro 2016                                                         | -                                                                       | 87’                                                                     |
| 18-11-2014                                                              | Kiev                                                                    | Ucraina                                                                 | 0 – 0                                                                   | Lituania                                                                | Amichevole                                                              | -                                                                       | 75’                                                                     |
| 5-9-2015                                                                | Tallinn                                                                 | Estonia                                                                 | 1 – 0                                                                   | Lituania                                                                | Qual. Euro 2016                                                         | -                                                                       |                                                                         |
| 8-9-2015                                                                | Vilnius                                                                 | Lituania                                                                | 2 – 1                                                                   | San Marino                                                              | Qual. Euro 2016                                                         | -                                                                       | 60’                                                                     |
| 9-10-2015                                                               | Lubiana                                                                 | Slovenia                                                                | 1 – 1                                                                   | Lituania                                                                | Qual. Euro 2016                                                         | 1                                                                       |                                                                         |
| 12-10-2015                                                              | Vilnius                                                                 | Lituania                                                                | 0 – 3                                                                   | Inghilterra                                                             | Qual. Euro 2016                                                         | -                                                                       | 63’                                                                     |
| 29-5-2016                                                               | Klaipėda                                                                | Lituania                                                                | 2 – 0                                                                   | Estonia                                                                 | Coppa del Baltico 2016                                                  | -                                                                       |                                                                         |
| 1-6-2016                                                                | Riga                                                                    | Lettonia                                                                | 2 – 1                                                                   | Lituania                                                                | Coppa del Baltico 2016                                                  | -                                                                       |                                                                         |
| 6-6-2016                                                                | Cracovia                                                                | Polonia                                                                 | 0 – 0                                                                   | Lituania                                                                | Amichevole                                                              | -                                                                       |                                                                         |
| 4-9-2016                                                                | Vilnius                                                                 | Lituania                                                                | 2 – 2                                                                   | Slovenia                                                                | Qual. Mondiali 2018                                                     | -                                                                       |                                                                         |
| 8-10-2016                                                               | Glasgow                                                                 | Scozia                                                                  | 1 – 1                                                                   | Lituania                                                                | Qual. Mondiali 2018                                                     | -                                                                       |                                                                         |
| 11-10-2016                                                              | Vilnius                                                                 | Lituania                                                                | 2 – 0                                                                   | Malta                                                                   | Qual. Mondiali 2018                                                     | 1                                                                       | 87’                                                                     |
| 11-11-2016                                                              | Trnava                                                                  | Slovacchia                                                              | 4 – 0                                                                   | Lituania                                                                | Qual. Mondiali 2018                                                     | -                                                                       |                                                                         |
| 22-3-2017                                                               | Ústí nad Labem                                                          | Rep. Ceca                                                               | 3 – 0                                                                   | Lituania                                                                | Amichevole                                                              | -                                                                       | 61’                                                                     |
| 26-3-2017                                                               | Londra                                                                  | Inghilterra                                                             | 2 – 0                                                                   | Lituania                                                                | Qual. Mondiali 2018                                                     | -                                                                       | 54’                                                                     |
| 10-6-2017                                                               | Vilnius                                                                 | Lituania                                                                | 1 – 2                                                                   | Slovacchia                                                              | Qual. Mondiali 2018                                                     | 1                                                                       |                                                                         |
| 1-9-2017                                                                | Vilnius                                                                 | Lituania                                                                | 0 – 3                                                                   | Scozia                                                                  | Qual. Mondiali 2018                                                     | -                                                                       |                                                                         |
| 4-9-2017                                                                | Lubiana                                                                 | Slovenia                                                                | 4 – 0                                                                   | Lituania                                                                | Qual. Mondiali 2018                                                     | -                                                                       |                                                                         |
| 5-10-2017                                                               | Ta' Qali                                                                | Malta                                                                   | 1 – 1                                                                   | Lituania                                                                | Qual. Mondiali 2018                                                     | -                                                                       |                                                                         |
| 8-10-2017                                                               | Vilnius                                                                 | Lituania                                                                | 0 – 1                                                                   | Inghilterra                                                             | Qual. Mondiali 2018                                                     | -                                                                       |                                                                         |
| 24-3-2018                                                               | Tbilisi                                                                 | Georgia                                                                 | 4 – 0                                                                   | Lituania                                                                | Amichevole                                                              | -                                                                       | 60’                                                                     |
| 27-3-2018                                                               | Erevan                                                                  | Armenia                                                                 | 0 – 1                                                                   | Lituania                                                                | Amichevole                                                              | -                                                                       | 86’                                                                     |
| 30-5-2018                                                               | Rakvere                                                                 | Estonia                                                                 | 2 – 0                                                                   | Lituania                                                                | Coppa del Baltico 2018                                                  | -                                                                       |                                                                         |
| 5-6-2018                                                                | Tallinn                                                                 | Lettonia                                                                | 1 – 1                                                                   | Lituania                                                                | Coppa del Baltico 2018                                                  | -                                                                       |                                                                         |
| 12-6-2018                                                               | Varsavia                                                                | Polonia                                                                 | 4 – 0                                                                   | Lituania                                                                | Amichevole                                                              | -                                                                       |                                                                         |
| 7-9-2018                                                                | Vilnius                                                                 | Lituania                                                                | 0 – 1                                                                   | Serbia                                                                  | UEFA Nations League 2018-2019 - 1º turno                                | -                                                                       | 81’                                                                     |
| 10-9-2018                                                               | Podgorica                                                               | Montenegro                                                              | 2 – 0                                                                   | Lituania                                                                | UEFA Nations League 2018-2019 - 1º turno                                | -                                                                       |                                                                         |
| 11-10-2018                                                              | Vilnius                                                                 | Lituania                                                                | 1 – 2                                                                   | Romania                                                                 | UEFA Nations League 2018-2019 - 1º turno                                | -                                                                       |                                                                         |
| 14-10-2018                                                              | Vilnius                                                                 | Lituania                                                                | 1 – 4                                                                   | Montenegro                                                              | UEFA Nations League 2018-2019 - 1º turno                                | -                                                                       |                                                                         |
| 17-11-2018                                                              | Ploiești                                                                | Romania                                                                 | 3 – 0                                                                   | Lituania                                                                | UEFA Nations League 2018-2019 - 1º turno                                | -                                                                       | 44’, 88’                                                                |
| 22-3-2019                                                               | Lussemburgo                                                             | Lussemburgo                                                             | 2 – 1                                                                   | Lituania                                                                | Qual. Euro 2020                                                         | -                                                                       | 56’                                                                     |
| 25-3-2019                                                               | Baku                                                                    | Azerbaigian                                                             | 0 – 0                                                                   | Lituania                                                                | Amichevole                                                              | -                                                                       | 82’                                                                     |
| 7-6-2019                                                                | Vilnius                                                                 | Lituania                                                                | 1 – 1                                                                   | Lussemburgo                                                             | Qual. Euro 2020                                                         | 1                                                                       | 29’                                                                     |
| 10-6-2019                                                               | Belgrado                                                                | Serbia                                                                  | 4 – 1                                                                   | Lituania                                                                | Qual. Euro 2020                                                         | 1                                                                       |                                                                         |
| 11-10-2019                                                              | Charkiv                                                                 | Ucraina                                                                 | 2 – 0                                                                   | Lituania                                                                | Qual. Euro 2020                                                         | -                                                                       | 54’                                                                     |
| 14-11-2019                                                              | Faro                                                                    | Portogallo                                                              | 6 – 0                                                                   | Lituania                                                                | Qual. Euro 2020                                                         | -                                                                       |                                                                         |
| 17-11-2019                                                              | Vilnius                                                                 | Lituania                                                                | 1 – 0                                                                   | Nuova Zelanda                                                           | Amichevole                                                              | 1                                                                       |                                                                         |
| 7-10-2020                                                               | Tallinn                                                                 | Estonia                                                                 | 1 – 3                                                                   | Lituania                                                                | Amichevole                                                              | 2                                                                       | 55’                                                                     |
| 11-10-2020                                                              | Vilnius                                                                 | Lituania                                                                | 2 – 2                                                                   | Bielorussia                                                             | UEFA Nations League 2020-2021 - 1º turno                                | 1                                                                       | 72’                                                                     |
| 14-10-2020                                                              | Vilnius                                                                 | Lituania                                                                | 0 – 0                                                                   | Albania                                                                 | UEFA Nations League 2020-2021 - 1º turno                                | -                                                                       |                                                                         |
| 11-11-2020                                                              | Vilnius                                                                 | Lituania                                                                | 2 – 1                                                                   | Fær Øer                                                                 | Amichevole                                                              | -                                                                       | 68’                                                                     |
| 15-11-2020                                                              | Minsk                                                                   | Bielorussia                                                             | 2 – 0                                                                   | Lituania                                                                | UEFA Nations League 2020-2021 - 1º turno                                | -                                                                       | 82’                                                                     |
| 18-11-2020                                                              | Almaty                                                                  | Kazakistan                                                              | 1 – 2                                                                   | Lituania                                                                | UEFA Nations League 2020-2021 - 1º turno                                | 1                                                                       |                                                                         |
| 24-3-2021                                                               | Pristina                                                                | Kosovo                                                                  | 4 – 0                                                                   | Lituania                                                                | Amichevole                                                              | -                                                                       | 60’                                                                     |
| 28-3-2021                                                               | San Gallo                                                               | Svizzera                                                                | 1 – 0                                                                   | Lituania                                                                | Qual. Mondiali 2022                                                     | -                                                                       |                                                                         |
| 31-3-2021                                                               | Vilnius                                                                 | Lituania                                                                | 0 – 2                                                                   | Italia                                                                  | Qual. Mondiali 2022                                                     | -                                                                       |                                                                         |
| 1-6-2021                                                                | Vilnius                                                                 | Lituania                                                                | 0 – 1                                                                   | Estonia                                                                 | Coppa del Baltico 2020                                                  | -                                                                       |                                                                         |
| 4-6-2021                                                                | Riga                                                                    | Lettonia                                                                | 3 – 1                                                                   | Lituania                                                                | Coppa del Baltico 2020                                                  | -                                                                       | 76’                                                                     |
| 8-6-2021                                                                | Leganés                                                                 | Spagna                                                                  | 4 – 0                                                                   | Lituania                                                                | Amichevole                                                              | -                                                                       | 75’                                                                     |
| 2-9-2021                                                                | Vilnius                                                                 | Lituania                                                                | 1 – 4                                                                   | Irlanda del Nord                                                        | Qual. Mondiali 2022                                                     | -                                                                       |                                                                         |
| 5-9-2021                                                                | Sofia                                                                   | Bulgaria                                                                | 1 – 0                                                                   | Lituania                                                                | Qual. Mondiali 2022                                                     | -                                                                       |                                                                         |
| 8-9-2021                                                                | Reggio Emilia                                                           | Italia                                                                  | 5 – 0                                                                   | Lituania                                                                | Qual. Mondiali 2022                                                     | -                                                                       |                                                                         |
| 9-10-2021                                                               | Vilnius                                                                 | Lituania                                                                | 3 – 1                                                                   | Bulgaria                                                                | Qual. Mondiali 2022                                                     | -                                                                       | 78’                                                                     |
| 12-10-2021                                                              | Vilnius                                                                 | Lituania                                                                | 0 – 4                                                                   | Svizzera                                                                | Qual. Mondiali 2022                                                     | -                                                                       |                                                                         |
| 12-11-2021                                                              | Belfast                                                                 | Irlanda del Nord                                                        | 1 – 0                                                                   | Lituania                                                                | Qual. Mondiali 2022                                                     | -                                                                       |                                                                         |
| 15-11-2021                                                              | Vilnius                                                                 | Lituania                                                                | 1 – 1                                                                   | Kuwait                                                                  | Amichevole                                                              | -                                                                       |                                                                         |
| 25-3-2022                                                               | Serravalle                                                              | San Marino                                                              | 1 – 2                                                                   | Lituania                                                                | Amichevole                                                              | -                                                                       | 67’                                                                     |
| 4-6-2022                                                                | Vilnius                                                                 | Lituania                                                                | 0 – 2                                                                   | Lussemburgo                                                             | UEFA Nations League 2022-2023 - 1º turno                                | -                                                                       |                                                                         |
| 7-6-2022                                                                | Vilnius                                                                 | Lituania                                                                | 0 – 6                                                                   | Turchia                                                                 | UEFA Nations League 2022-2023 - 1º turno                                | -                                                                       | 64’                                                                     |
| 11-6-2022                                                               | Tórshavn                                                                | Fær Øer                                                                 | 2 – 1                                                                   | Lituania                                                                | UEFA Nations League 2022-2023 - 1º turno                                | -                                                                       |                                                                         |
| 22-9-2022                                                               | Vilnius                                                                 | Lituania                                                                | 1 – 1                                                                   | Fær Øer                                                                 | UEFA Nations League 2022-2023 - 1º turno                                | -                                                                       |                                                                         |
| 25-9-2022                                                               | Lussemburgo                                                             | Lussemburgo                                                             | 1 – 0                                                                   | Lituania                                                                | UEFA Nations League 2022-2023 - 1º turno                                | -                                                                       |                                                                         |
| 16-11-2022                                                              | Kaunas                                                                  | Lituania                                                                | 0 – 0 (5 - 6 dtr)                                                       | Islanda                                                                 | Coppa del Baltico 2022                                                  | -                                                                       | 90+1’                                                                   |
| 19-11-2022                                                              | Tallinn                                                                 | Estonia                                                                 | 2 – 0                                                                   | Lituania                                                                | Coppa del Baltico 2022                                                  | -                                                                       | 46’                                                                     |
| 24-3-2023                                                               | Belgrado                                                                | Serbia                                                                  | 2 – 0                                                                   | Lituania                                                                | Qual. Euro 2024                                                         | -                                                                       | 62’                                                                     |
| 27-3-2023                                                               | Atene                                                                   | Grecia                                                                  | 0 – 0                                                                   | Lituania                                                                | Amichevole                                                              | -                                                                       |                                                                         |
| 7-9-2023                                                                | Kaunas                                                                  | Lituania                                                                | 2 – 2                                                                   | Montenegro                                                              | Qual. Euro 2024                                                         | -                                                                       | 81’                                                                     |
| 10-9-2023                                                               | Kaunas                                                                  | Lituania                                                                | 1 – 3                                                                   | Serbia                                                                  | Qual. Euro 2024                                                         | -                                                                       | 46’                                                                     |
| 14-10-2023                                                              | Sofia                                                                   | Bulgaria                                                                | 0 – 2                                                                   | Lituania                                                                | Qual. Euro 2024                                                         | -                                                                       | 70’                                                                     |
| 17-10-2023                                                              | Kaunas                                                                  | Lituania                                                                | 2 – 2                                                                   | Ungheria                                                                | Qual. Euro 2024                                                         | -                                                                       | 90’                                                                     |
| 16-11-2023                                                              | Podgorica                                                               | Montenegro                                                              | 2 – 0                                                                   | Lituania                                                                | Qual. Euro 2024                                                         | -                                                                       | 63’                                                                     |
| 19-11-2023                                                              | Limassol                                                                | Cipro                                                                   | 1 – 0                                                                   | Lituania                                                                | Amichevole                                                              | -                                                                       | 67’                                                                     |
| 21-3-2024                                                               | Faro                                                                    | Gibilterra                                                              | 0 – 1                                                                   | Lituania                                                                | UEFA Nations League 2022-2023 - Playout                                 | -                                                                       |                                                                         |
| 8-6-2024                                                                | Liepāja                                                                 | Lettonia                                                                | 0 – 2                                                                   | Lituania                                                                | Coppa del Baltico 2024                                                  | -                                                                       | 67’                                                                     |
| 11-6-2024                                                               | Kaunas                                                                  | Lituania                                                                | 1 – 1 (3 – 4 dtr)                                                       | Estonia                                                                 | Coppa del Baltico 2024                                                  | -                                                                       | 71’                                                                     |
| Totale                                                                  |                                                                         | Presenze (3º posto)                                                     | 96                                                                      |                                                                         | Reti (3º posto)                                                         | 12                                                                      |                                                                         |

## Palmarès

### Club

#### Competizioni nazionali
- Coppa di Scozia: 1

Hearts: 2011-2012
- Campionato polacco: 1

Legia Varsavia: 2019-2020

### Individuale
- Calciatore lituano dell'anno: 3

2018, 2020, 2021